# 亞歷山大·阿塔納斯耶維奇
亞歷山大·阿塔納斯耶維奇（1991年9月4日—）是一位塞爾維亞排球運動員。他也代表塞爾維亞國家排球隊參賽，參加了2011年歐錦賽和2012年倫敦奧運會的比賽。